# 田村達也
田村 達也（たむら たつや、1938年〈昭和13年〉10月11日 - ）は、日本の銀行家。日本銀行理事、A.T.カーニー・ジャパン会長を歴任した。

## 来歴
広島県出身。1957年、広島大学附属高校卒業。1961年、東京大学法学部卒業、日本銀行に入行。1965年、University of Pennsylvania, Graduate School of Art and Science.（Fulbright Scholarship）M.A. in Economics。
1969年、経済企画庁調査局（経済白書担当）、1972年、日本銀行パリ事務所、1980年、総務局企画課長、1986年、日本銀行欧州代表を経て、1989年から1991年にかけて調査統計局長、企画局長、営業局長を歴任する。1992年から1996年まで、日本銀行理事（大阪支店長ついで信用機構担当）。1996年4月から2002年6月　までA.T. カーニー・ジャパン会長。2002年5月、グローバル経営研究所を設立し、代表取締役に就任。
上記のほか、大阪大学経済学部非常勤講師（1994年 - 1995年）
経済同友会幹事（1998年 - ）、オリックス非常勤取締役（1999年 - 2006年）、証券投資者保護基金理事（1998年 - 2002年）、Foreign and Colonial Pacific Investment Fund, Adviser to the Board（1996年 - 1999年）、スルガ銀行非常勤取締役（2000年6月 - 2008年6月）、ボーダフォン非常勤取締役（2002年 - 2005年）、スカイパーフェクト・コミュニケーションズ　非常勤取締役（2003年6月 - 2007年6月）、カネボウ化粧品非常勤取締役（2004年 - 2007年）、サンデン非常勤取締役（2006年6月 - 2007年6月）、日本興亜損害保険非常勤取締役（2009年6月 - 2011年6月）、日本経済研究センター監事（2002年5月 - ）、特定非営利活動法人全国社外取締役ネットワーク　代表理事（2003年3月 - ）、オートバックスセブン非常勤取締役（2008年6月 - ）、新生銀行非常勤監査役（2009年6月 - ）などを歴任した。

## 著書
- 『コーポレート・ガバナンス 日本企業再生への道』中央公論新社、2002年2月
- 『米銀だけがなぜ強い 金融業のベスト・プラクティス』共著、日本経済新聞社、1998年8月
- 『図説日本銀行』共著、財経詳報社、1981年5月